# Imperio Nazza: J Álvarez Edition
Imperio Nazza: J Álvarez Edition es el nombre del tercer mixtape del cantante de reguetón, J Álvarez. Fue publicado el 18 de diciembre de 2012 por El Imperio Nazza y El Cartel Records. Contiene el sencillo de gran éxito titulado «Se acabo el amor», el cual ocupó la posición #33 en la lista Hot Latin Songs y la posición #17 en el Latin Tropical Airplay.

## Antecedentes
Durante la primera parte de la década de los 2010s, los productores Musicólogo & Menes ganaron gran reconocimiento dentro de la música urbana con sus múltiples participaciones en canciones de artistas como Daddy Yankee, Farruko, Gotay, entre otros. Unas de esas reconocidas producciones de este dúo de productores, fueron la famosa serie de los Edition, y la gran expectativa de los fanáticos fueron Daddy Yankee Edition, Farruko Edition, Gotay Edition, incluso J Álvarez Edition. En agosto de 2012, los productores confirmaron la edición de esta última, luego de confirmar la edición de otros artistas como Farruko, Jory y Gotay.

## Lanzamiento
No fue hasta noviembre de ese año, que los productores confirmaron la fecha de salida de dicha producción, que sería el 8 de diciembre de 2012, pero esto no fue del todo cierto, ya que se postergaría y finalmente salió el 18 de diciembre de 2012.

## Lista de canciones
| N.º   | Título                                    | Productor(es)                  | Duración |  |
| 1.    | «No me hagas esperar»                     | Musicólogo & Menes, Luny Tunes | 3:01     |  |
| 2.    | «Nos matamos bailando» (con Daddy Yankee) | Musicólogo & Menes, Luny Tunes | 2:53     |  |
| 3.    | «Me tienes loco» (con Jory)               | Musicólogo & Menes             | 3:26     |  |
| 4.    | «La disco me llama»                       | Musicólogo & Menes             | 2:45     |  |
| 5.    | «Esto es reggaetón» (con Farruko)         | Musicólogo & Menes             | 3:09     |  |
| 6.    | «Una noche más» (con Franco El Gorila)    | Musicólogo & Menes, Luny Tunes | 3:13     |  |
| 7.    | «El business»                             | Musicólogo & Menes             | 2:57     |  |
| 8.    | «Se acabó el amor»                        | Musicólogo & Menes, Predikador | 3:35     |  |
| 9.    | «Actúa (Remix)» (con De La Ghetto y Zion) | Musicólogo & Menes             | 3:50     |  |
| 28:55 |                                           |                                |          |  |